# Laptop
Een laptop, schootcomputer of notebook is een draagbare computer die op schoot kan worden gebruikt. Laptops worden vooral gebruikt door mensen die op verschillende locaties met hun computer werken. In de praktijk worden laptops vaak op een bureau of tafel geplaatst. Een netbook is een lichtere en vaak goedkopere laptop.
Een laptop heeft het merendeel van dezelfde componenten als een vaste computer, met inbegrip van een beeldscherm, een toetsenbord, een aanwijsapparaat zoals een touchpad (ook bekend als een trackpad) of een pointing stick en luidsprekers in een enkele eenheid. Een laptop wordt gevoed door elektriciteit via een wisselstroomadapter en kan uit de buurt van een stopcontact worden gebruikt door de oplaadbare batterij.

## Van draagbare computer naar laptop

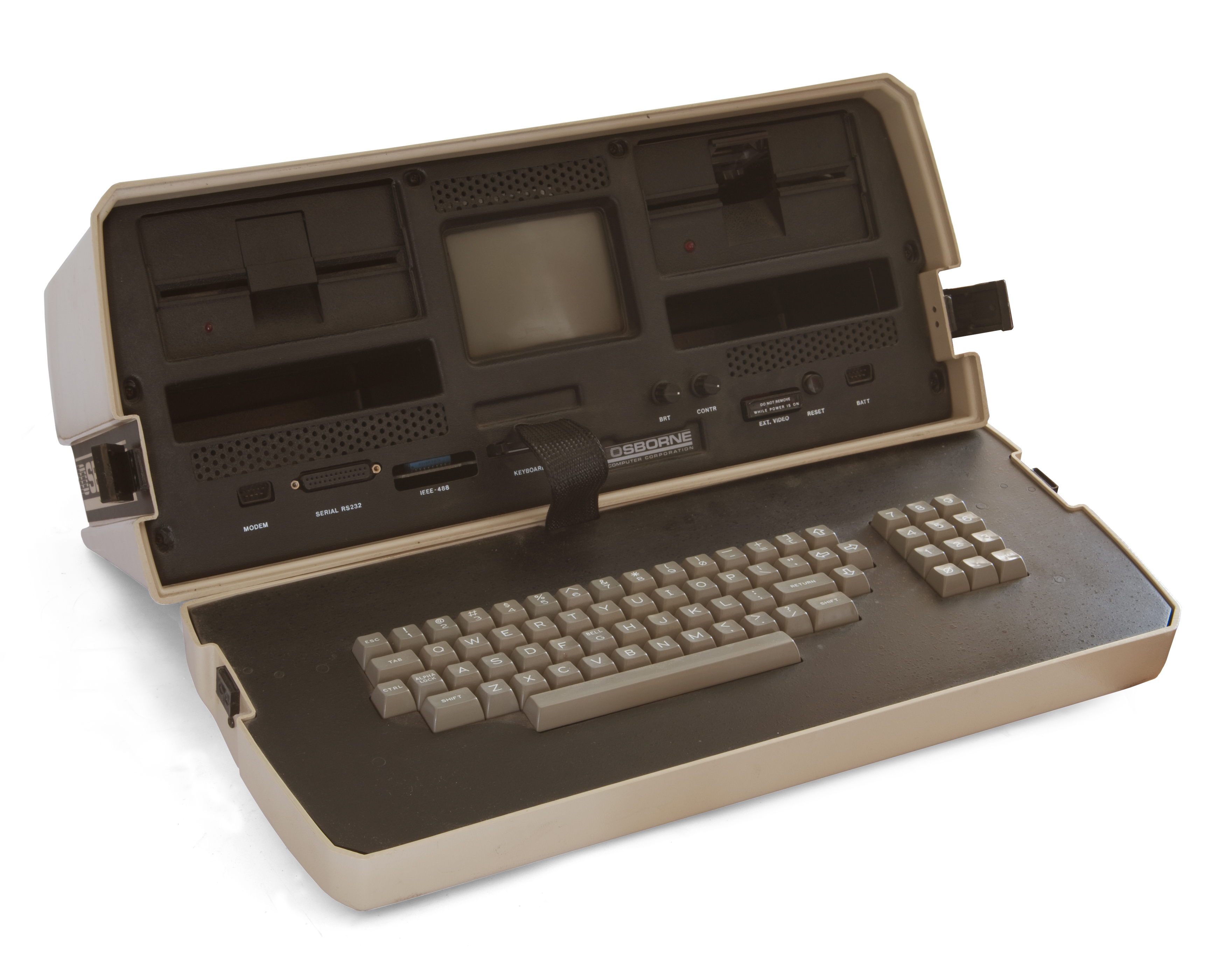
De Osborne 1 (1981), met 10,7 kg wel draagbaar, maar geen laptop

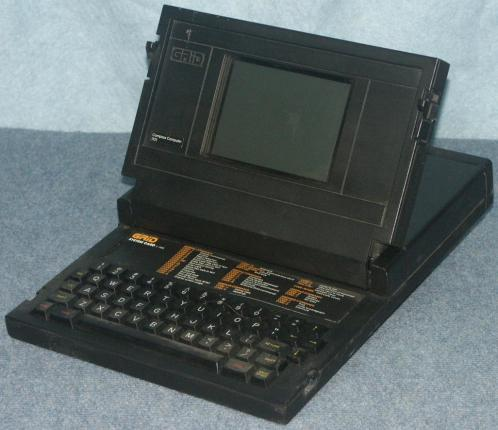
De GRiD Compass (1982)

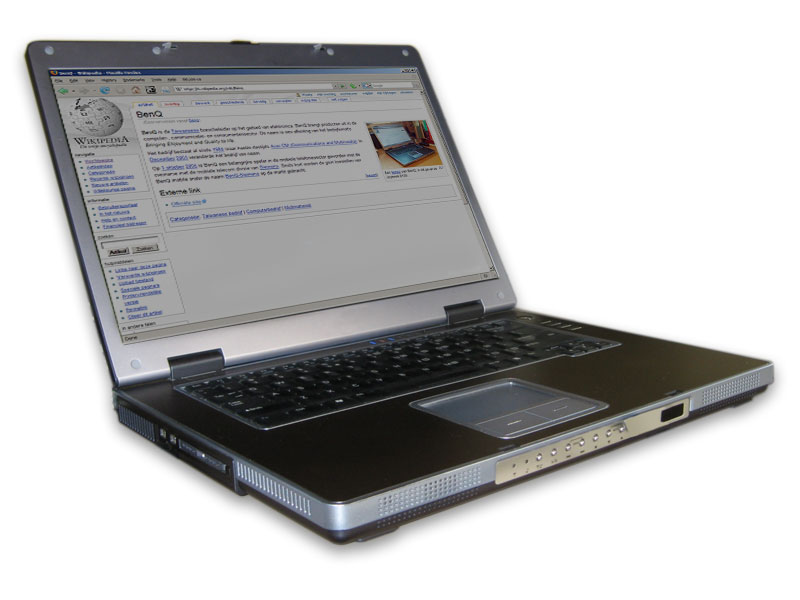
Een laptop uit 2004

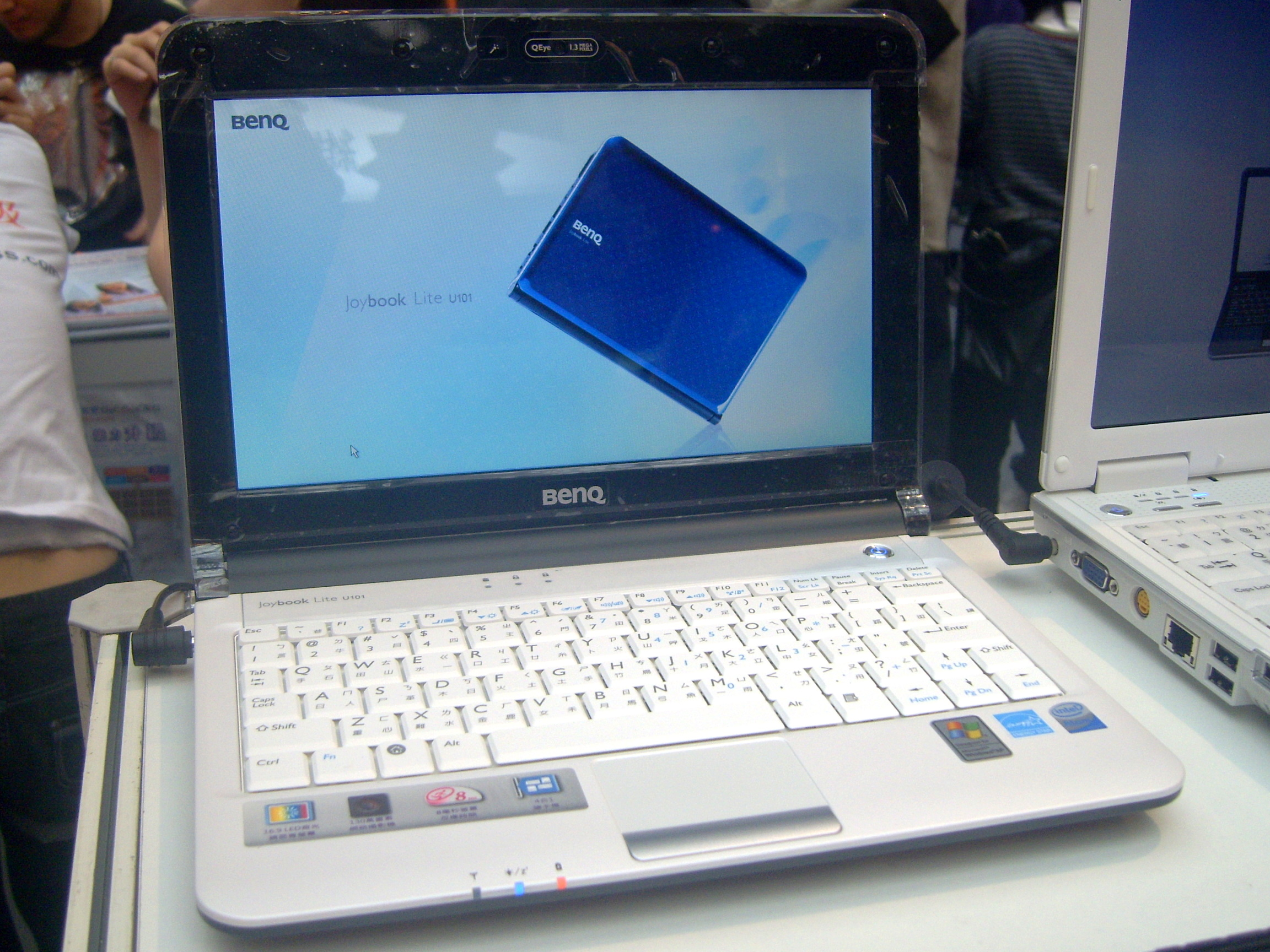
Een laptop uit 2008

De eerste draagbare computers verschenen in het begin van de jaren tachtig. Zij waren in vergelijking met de huidige laptops onhandig en zwaar, zoals de Osborne 1 die meer dan 10 kg woog. Het scherm was vaak niet meer dan een paar centimeter groot. Een van de eerste computers die men met recht laptop zou kunnen noemen, was de GRiD Compass die in 1982 op de markt kwam - maar door zijn hoge prijs (ca. $ 8000) vooral terechtkwam bij managers en de Amerikaanse overheid. Vanaf halverwege de jaren tachtig kwamen fabrikanten als Toshiba met 'betaalbare' laptops.
De technologie van laptops heeft een flinke ontwikkeling doorgemaakt en sinds ongeveer 2005 doet een grote krachtige laptop niet onder voor een middelmaat desktop-pc. De kleinere laptops zijn door de warmteontwikkeling van de processor nog beperkter in snelheid dan een desktop.

## Kenmerken
Enkele kenmerken van gangbare laptops zijn:
- Een gewicht van ongeveer 0,9 tot 3,9 kg (laptops van de eerste generatie waren zwaarder).
- Een processor met variabele klokfrequentie (om een laag energieverbruik te kunnen instellen).
- Een opklapbaar beeldscherm.
- Een ingebouwd toetsenbord.
- Een ingebouwde knop, pointing stick, touchpad of trackball, die als muis werkt.
- Een accu waarop enige uren gewerkt kan worden.
- Een voedingsadapter die de laptop van elektriciteit voorziet en die tevens als acculader dienstdoet.
- Een kleine ingebouwde harde schijf en/of solid state drive (SSD).
- Een cd-rom, cd-rw, dvd-drive, dvd-rewriter, blu-ray-drive en/of een blu-ray-rewriter.
- Ingebouwde luidsprekers, en vaak een ingebouwde microfoon en webcam.
- Communicatiemogelijkheden: een ingebouwd modem, een geïntegreerde netwerkkaart, en/of draadloze aansluitingen zoals wifi, infrarood of Bluetooth.
- Enkele USB-poorten.
- Een kleine RAM-module, vaak in de vorm van een SO-DIMM.
- Een moederbord, waarop alle apparaten worden aangesloten.

Doordat veel onderdelen kleiner en minder universeel zijn dan de vergelijkbare onderdelen voor desktopsystemen, resulteerde dit aanvankelijk in een hogere prijs voor een laptop ten opzichte van een vergelijkbare desktop-pc.

## Soorten laptops
Er worden veel verschillende soorten laptops geproduceerd. Zo zijn er onder andere laptops, notebooks, netbooks. In de volksmond wordt er weinig onderscheid gemaakt tussen een laptop en een notebook.
Daarnaast zijn er ook nog meer gespecialiseerde laptops, zoals gaming laptops, school laptops, desktopvervangende laptops en laptops voor audio en video.
Er zijn tablet-pc's geïntroduceerd die als laptop ingesteld kunnen worden, door ze aan te sluiten op een toetsenbord. Het Amerikaanse bedrijf Apple Inc. produceerde van 2008 t/m 2019 een eigen type laptop, de MacBook. 

### Verschil laptop en notebook
Een laptop en notebook zijn synoniemen van elkaar. Voorheen gold de term 'notebook' voor lichtgewicht laptops met een klein scherm. Waar deze benaming vandaan komt is niet zeker. Een theorie is dat de naam is ontstaan doordat het scherm van deze kleinere laptops het formaat van een A4’tje hadden.

### Gaming
De gaming laptop is ontwikkeld voor het spelen van videogames. Om videogames te draaien is er over het algemeen veel rekenkracht nodig. Daarom is dit type laptop uitgerust met een sterke processor en geavanceerde videokaart. Hierdoor verbruikt de laptop meer energie en produceert het apparaat meer hitte. Om deze reden zijn de koelsystemen van de gaming laptop vaak beter dan bij normale laptops. Dit maakt de gaming laptop vaak dikker en zwaarder dan een reguliere laptop. Qua uiterlijk verschilt de gamelaptop sterk met design. De meeste modellen hebben bijvoorbeeld toetsenbordverlichting, vaak in meerdere kleuren.

### School laptop
School laptops zijn speciaal ingericht aan de behoefte van scholieren en studenten. De laptops wegen weinig, hebben vaak een compact formaat en zijn daardoor makkelijk mee te nemen. Batterijen hebben doorgaans een lange accuduur. Veel fabrikanten spelen ook in op het beperkte budget van de scholen en scholieren. Dit maakte vooral de Chromebook populair op de onderwijsmarkt. Vooral op basisscholen en het voortgezet onderwijs heeft de Chromebook groot marktaandeel.

### 2-in-1
De 2-in-1 pc is een kruising tussen een tablet en laptop. Deze draagbare pc’s beschikken over een besturingssysteem van een laptop die compatibel is met tabletsoftware waardoor de gebruiker zowel desktop- als tabletapplicaties kan draaien. Om de 2-in-1 van laptop naar tablet om te zetten moet men het toetsenbord omklappen of loskoppelen.